# Maria Łaszkiewicz
Maria Łaszkiewicz (Maria Łaszkiewiczowa, ur. 8 grudnia 1891 w Grīvie, zm. 17 marca 1981 w Warszawie) – polska artystka, twórczyni tkaniny artystycznej, rzeźbiarka.

## Życiorys i twórczość
Urodzona w Inflantach, znajomość sztuki tkackiej wyniosła z domu rodzinnego. Początkowo kształciła się w szkole rysunku w Rydze, następnie studiowała na Akademii Sztuk Pięknych w Monachium, w pracowni rzeźby prof. Schwegerlégo (w okresie 1909–1911), później na Académie de la Grande Chaumière w Paryżu, w pracowni rzeźby Émile’a Antoine’a Bourdelle’a (lata 1911–1914).
Uprawiała tkaninę artystyczną w licznych odmianach, tworząc kilimy, sumaki, dywany, gobeliny, tkaniny nicielnicowe, żakardowe, a także kompozycje przestrzenne. Pierwsze nagrody zdobywała w okresie międzywojennym – w 1934 otrzymała srebrny medal na wystawie Len polski w Warszawie, w 1930 i 1936 wyróżnienie na Salonie Jesiennym w Zachęcie. Jej pierwsza wystawa indywidualna odbyła się w 1961 w Kordegardzie. Artystka ujawniła skłonności eksperymentatorskie, prezentując, obok bardziej typowych kilimów, żakardów i tkanin dwuosnowowych, nowatorskie dywany z nieprzędzionego runa i sznurka.
W 1945 przystąpiła do Związku Polskich Artystów i Plastyków. Należała do założycielek Pracowni Doświadczalnej Tkactwa Artystycznego Związku Polskich Artystów Plastyków w Warszawie, na potrzeby której udostępniła pomieszczenia w swoim domu na Bielanach oraz własne urządzenia warsztatowe. Od powstania pracowni w 1951 do 1965 pełniła funkcję jej oficjalnej kierowniczki.
Uczestniczyła w pierwszych pięciu edycjach Międzynarodowego Biennale Tapiserii w Lozannie. Imprezy te doprowadziły do ukształtowania się stylu w tkaninie artystycznej noszącego miano polskiej szkoły tkaniny. Na pierwszej edycji w 1962 wystawiała – podobnie jak Krystyna Wojtyna-Drouet – poza Muzeum Kantonalnym, niezależnie od oficjalnej polskiej reprezentacji. Dzieła polskich artystów zdobyły duże uznanie, zapoczątkowując modę na polską tkaninę artystyczną, dowodem której – zdaniem Ireny Huml – były m.in. nagrody dla polskich artystów w 1962 w konkursie Instytutu Projektowania Wnętrz (American Institute of Interior Designers) w Chicago, w tym złoty medal dla Marii Łaszkiewicz za tkaninę dekoracyjną. 
Na II Międzynarodowym Biennale Tapiserii w Lozannie w 1965 Maria Łaszkiewicz występowała już jako oficjalny członek polskiej reprezentacji. Zaprezentowała monumentalny, abstrakcyjny gobelin, utrzymany w szarościach i czerniach. Na III edycji w 1967 jako członek reprezentacji oficjalnej przedstawiła abstrakcyjny gobelin Zorza, wykonany z włókna wełnianego w technice grzebyczkowej. Dzieło cechowało się wielopłaszczyznowością, którą wynikała z zastosowanych układów barwnych oraz zróżnicowanej powierzchni, którą pozwoliła uzyskać zastosowana technologia. Artystka pozostawała także w oficjalnym składzie polskiej reprezentacji na IV (1969) i V (1971) Biennale. Na tym ostatnim zaprezentowała pracę Samotność, kojarzącą się z figurą ludzką.
Kompozycje tkaninowe artystki były różnicowane fakturą, uzyskując charakter reliefowy. Aby uzyskać taki efekt, korzystała z różnych rodzajów włókna oraz technik tkackich, których znała szeroką gamę. Jej prace miały charakter abstrakcyjny i refleksyjny. Intensywne kolory artystka stosowała rzadko, posługując się głównie naturalnymi, zgaszonymi barwami tworzywa, ewentualnie stosując mocniejszy kolorystycznie akcent dla przełamania kompozycji. Materiał tkany wzbogacała o elementy drewniane – fragmenty konarów, deseczki.
W zakresie rzeźby Maria Łaszkiewicz jest autorką figur dziecięcych przez gmachem szkolnym w Sosnowcu oraz orła przed Cmentarzem Wojskowym w Kielcach.
Pochowana została na Cmentarzu Powązkowskim (kwatera 154b-3-1).

## Nagrody i odznaczenia
- 1930 – wyróżnienie na Salonie Jesiennym w Zachęcie, Warszawa[1]
- 1934 – srebrny medal na wystawie Len polski, Warszawa[1]
- 1936 – wyróżnienie na Salonie Jesiennym w Zachęcie, Warszawa[1]
- 1959 – Złoty Krzyż Zasługi[17][2]
- 1962 – złoty medal na Międzynarodowym Konkursie Instytutu Projektu Wnętrz (AID), Chicago[1]
- 1963 – wyróżnienie na wystawie Polskie dzieło plastyczne w XV-leciu PRL, Warszawa[1]
- 1969 – Krzyż Kawalerski Orderu Odrodzenia Polski[17]
- 1972 – wyróżnienie na IV Festiwalu Sztuk Pięknych w Warszawie[3]
- 1975 – wyróżnienie na I Międzynarodowym Triennale Tkaniny Unikatowej i Przemysłowej w Łodzi[1]
- 1976 – nagroda Ministerstwa Kultury i Sztuki na VI Festiwalu Sztuk Pięknych w Warszawie[1]
- 1976 – Krzyż Komandorski Orderu Odrodzenia Polski[3]